# Brief Ecstasy
Pour plus de détails, voir Fiche technique et Distribution.
Brief Ecstasy est un film britannique réalisé par Edmond T. Gréville, sorti en 1937.

## Fiche technique
- Titre : Brief Ecstasy
- Réalisation : Edmond T. Gréville
- Scénario : Basil Mason
- Photographie : Ronald Neame
- Musique : Walter Goehr
- Pays d'origine : Royaume-Uni
- Format : Noir et blanc - 1,37:1 - Mono
- Genre : drame
- Date de sortie : 1937

## Distribution
- Paul Lukas : Prof. Paul Bernardy
- Hugh Williams : Jim Wyndham
- Linden Travers : Helen Norwood Bernardy
- Marie Ney : Martha Russell
- Renee Gadd : Marjorie